# Santiago de Chile

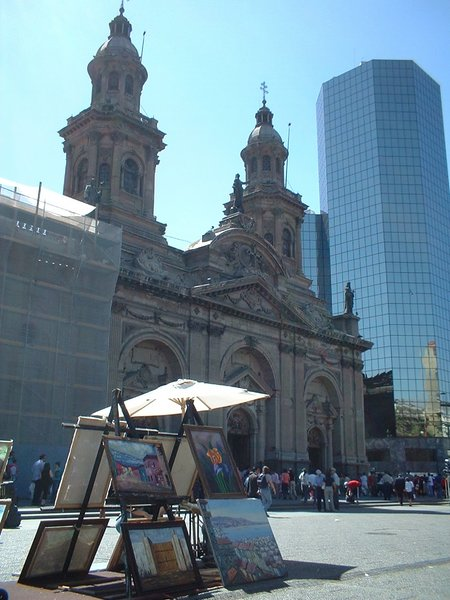
Catedrala Metropolitană

Santiago (numele oficial în spaniolă), numit uneori Santiago de Chile este capitala statului Chile și cel mai mare oraș. Este situat în Valea Centrală a țării iar din punct de vedere administrativ face parte din Regiunea Metropolitană Santiago. Deși Santiago este capitala, Congresul Național își ține ședințele în Valparaíso.

## Istorie

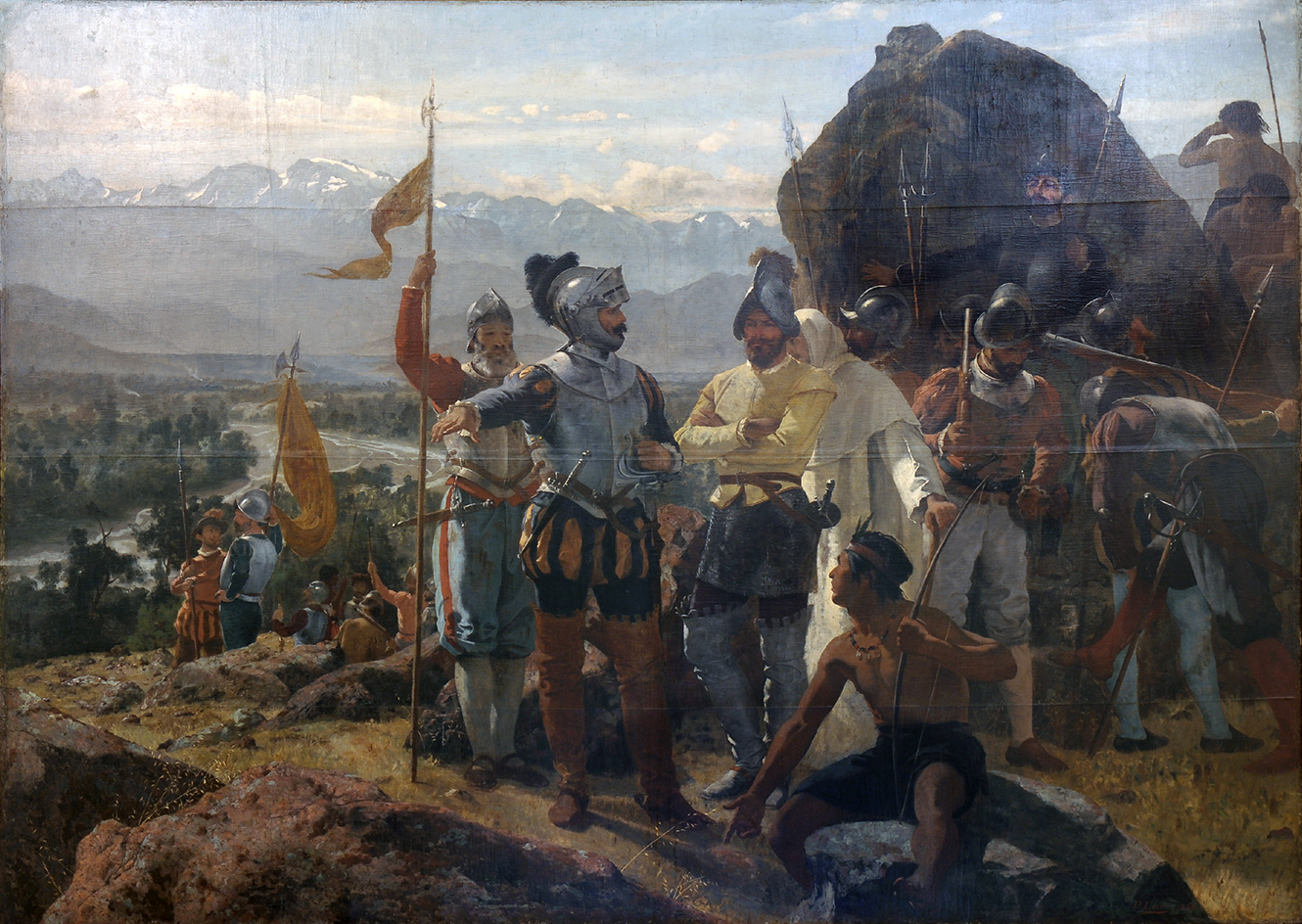
Fondarea orașului Santiago de Pedro de Valdivia de Pedro Lira (1889)

Santiago a fost înființat de Pedro de Valdivia la 12 februarie 1541 sub numele Santiago de Nueva Extremadura. Ceremonia de înființare a fost ținută pe Dealul Huelén (redenumit apoi Cerro Santa Lucia. Valdivia a ales locația orașului datorită climatului moderat și ușurinței cu care putea fi apărat.
Primele clădiri au fost construite cu ajutorul indienilor Picunche. Orașul a fost ușor afectat în timpul "Războiului Chilian De Independență" (1810–18) în Bătălia de la Maipú, care a avut loc la sud-vest de oraș. Santiago a fost numit capitală în 1818.
În timpul primelor decenii ale secolului al XIX-lea, Santiago a rămas un oraș mic având puține clădiri cu excepția Palacio de La Moneda și a câtorva biserici. În 1880 extracția de fertilizator din nordul țării a adus prosperitate și a dus la dezvoltarea capitalei. Au fost construite puncte de referință importante în 1910, precum Biblioteca Națională și Muzeul de Arte.
În 1985 un cutremur a distrus anumite clădiri istorice din centrul orașului.

## Clima
Santiago are un climat blând: veri relativ calde și secetoase (din noiembrie până în martie) cu temperaturi atingând 30 grade Celsius; ierni (din iunie până în august) mai umede, cu temperaturi maxime de 12 grade Celsius, și minime de câteva grade peste zero. Media precipitațiilor este de 360 mm pe an.
Inversia termică (un fenomen meteorologic prin care un strat stabil de aer cald ține stratul de aer rece aproape de pământ) determină nivelurile înalte de smog și poluare a aerului să fie blocate în Valea Centrală în timpul iernii. Guvernul a încercat să reducă poluarea prin încurajarea industriilor grele sa se mute din vale dar această măsură a avut efecte limitate.
Râul Mapocho, care traversează orașul de la nord-est la sud-vest, tăind Valea Centrală, este contaminat de deversările industriale si rezidențiale nefiltrate si de minele de cupru din amonte (există câteva mine de cupru în Anzi, la est de Santiago). Guvernul a adoptat recent o lege care obligă industria și guvernele locale să proceseze toată apa reziduală până în 2006.
Poluarea fonică pe străzile principale este ridicată, în special datorită nivelului ridicat de zgomot generat de autobuzele diesel. Camioanele și autobuzele diesel sunt de asemenea contribuabili importanți la smogul din timpul iernii.

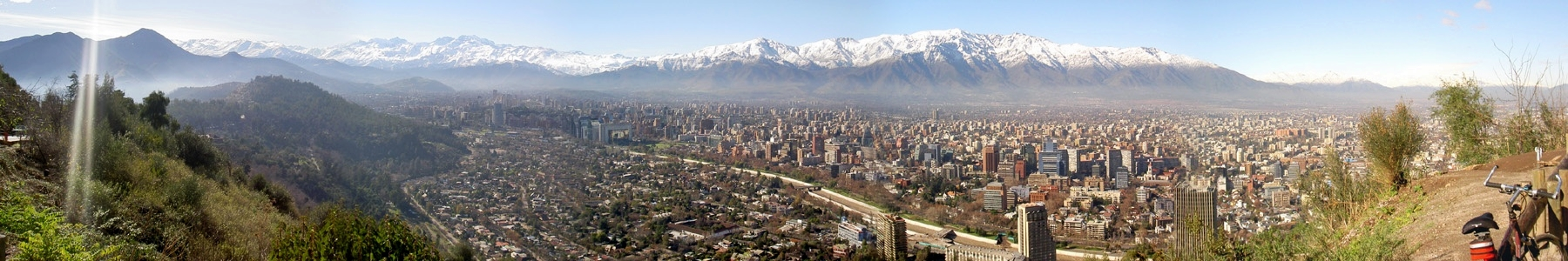
Panoramă cu orașul Santiago

| Date climatice pentru Comodoro Arturo Merino Benítez International Airport, Pudahuel, Santiago (1970–2000) | Date climatice pentru Comodoro Arturo Merino Benítez International Airport, Pudahuel, Santiago (1970–2000) | Date climatice pentru Comodoro Arturo Merino Benítez International Airport, Pudahuel, Santiago (1970–2000) | Date climatice pentru Comodoro Arturo Merino Benítez International Airport, Pudahuel, Santiago (1970–2000) | Date climatice pentru Comodoro Arturo Merino Benítez International Airport, Pudahuel, Santiago (1970–2000) | Date climatice pentru Comodoro Arturo Merino Benítez International Airport, Pudahuel, Santiago (1970–2000) | Date climatice pentru Comodoro Arturo Merino Benítez International Airport, Pudahuel, Santiago (1970–2000) | Date climatice pentru Comodoro Arturo Merino Benítez International Airport, Pudahuel, Santiago (1970–2000) | Date climatice pentru Comodoro Arturo Merino Benítez International Airport, Pudahuel, Santiago (1970–2000) | Date climatice pentru Comodoro Arturo Merino Benítez International Airport, Pudahuel, Santiago (1970–2000) | Date climatice pentru Comodoro Arturo Merino Benítez International Airport, Pudahuel, Santiago (1970–2000) | Date climatice pentru Comodoro Arturo Merino Benítez International Airport, Pudahuel, Santiago (1970–2000) | Date climatice pentru Comodoro Arturo Merino Benítez International Airport, Pudahuel, Santiago (1970–2000) | Date climatice pentru Comodoro Arturo Merino Benítez International Airport, Pudahuel, Santiago (1970–2000) |
| Luna | Ian | Feb | Mar | Apr | Mai | Iun | Iul | Aug | Sep | Oct | Nov | Dec | Anual |
| --- | --- | --- | --- | --- | --- | --- | --- | --- | --- | --- | --- | --- | --- |
| Maxima medie °C (°F)                                                                                       | 29.4 (84,9)                                                                                                | 28.9 (84)                                                                                                  | 26.9 (80,4)                                                                                                | 22.8 (73)                                                                                                  | 18.2 (64,8)                                                                                                | 14.8 (58,6)                                                                                                | 14.3 (57,7)                                                                                                | 16.2 (61,2)                                                                                                | 18.4 (65,1)                                                                                                | 22.0 (71,6)                                                                                                | 25.3 (77,5)                                                                                                | 28.1 (82,6)                                                                                                | 22,1 (71,8)                                                                                                |
| Media zilnică °C (°F)                                                                                      | 20.7 (69,3)                                                                                                | 19.9 (67,8)                                                                                                | 17.8 (64)                                                                                                  | 14.3 (57,7)                                                                                                | 10.9 (51,6)                                                                                                | 8.3 (46,9)                                                                                                 | 7.7 (45,9)                                                                                                 | 9.2 (48,6)                                                                                                 | 11.3 (52,3)                                                                                                | 14.2 (57,6)                                                                                                | 17.0 (62,6)                                                                                                | 19.5 (67,1)                                                                                                | 14,2 (57,6)                                                                                                |
| Minima medie °C (°F)                                                                                       | 11.8 (53,2)                                                                                                | 11.1 (52)                                                                                                  | 9.4 (48,9)                                                                                                 | 6.9 (44,4)                                                                                                 | 4.9 (40,8)                                                                                                 | 3.3 (37,9)                                                                                                 | 2.5 (36,5)                                                                                                 | 3.4 (38,1)                                                                                                 | 5.2 (41,4)                                                                                                 | 7.2 (45)                                                                                                   | 9.0 (48,2)                                                                                                 | 10.9 (51,6)                                                                                                | 7,1 (44,8)                                                                                                 |
| Minima istorică °C (°F)                                                                                    | 2.7 (36,9)                                                                                                 | 0.1 (32,2)                                                                                                 | 1.0 (33,8)                                                                                                 | −3.4 (25,9)                                                                                                | −5.8 (21,6)                                                                                                | −6 (21,2)                                                                                                  | −6 (21,2)                                                                                                  | −5.6 (21,9)                                                                                                | −4.5 (23,9)                                                                                                | −2.7 (27,1)                                                                                                | 0.0 (32)                                                                                                   | 1.0 (33,8)                                                                                                 | −6 (21,2)                                                                                                  |
| Precipitații mm (inches)                                                                                   | 0.3 (0.012)                                                                                                | 1.3 (0.051)                                                                                                | 3.8 (0.15)                                                                                                 | 12.9 (0.508)                                                                                               | 44.2 (1.74)                                                                                                | 69.8 (2.748)                                                                                               | 69.3 (2.728)                                                                                               | 38.1 (1.5)                                                                                                 | 22.5 (0.886)                                                                                               | 11.0 (0.433)                                                                                               | 7.0 (0.276)                                                                                                | 1.7 (0.067)                                                                                                | 281,9 (11,098)                                                                                             |
| Umiditate [%]                                                                                              | 57 | 60 | 65 | 71 | 80 | 84 | 84 | 81 | 78 | 71 | 63 | 58 | 71 |
| Nr. de zile cu precipitații                                                                                | 0 | 0 | 1 | 3 | 5 | 7 | 7 | 6 | 5 | 2 | 1 | 0 | 37 |
| Ore însorite                                                                                               | 362.7 | 302.3 | 272.8 | 201.0 | 155.0 | 120.0 | 145.7 | 161.2 | 186.0 | 248.0 | 306.0 | 347.2 | 2.807,9 |
| Sursa nr. 1: Dirección Meteorológica de Chile                                                              | | | | | | | | | | | | | |
| Sursa nr. 2: Universidad de Chile (sunshine hours only)                                                    | | | | | | | | | | | | | |

## Oamenii
Populația aglomerării urbane Santiago a crescut de la 1.33 milioane în 1950 la 2.84 milioane în 1970 și la 4.56 milioane în 1990.
Aglomerarea urbană Santiago cuprinde acum o populație de 6.90 milioane, urmând să atingă 7.05 milioane în 2010 și 7.12 milioane în 2015 conform estimărilor demografice.
Este unul dintre cele mai mari orașe din America de Sud, concentrând peste 40 la sută din populația țării. Guvernul a făcut eforturi intense în încurajarea locuitorilor să se stabilească și în afara orașului Santiago în vederea diminuării presiunii exercitate în prezent asupra infrastructurii orașului.

## Economia
Santiago este cel mai important centru industrial și financiar din Chile. Generează peste 45% din PIB-ul țării. De asemenea, orașul este, împreună cu Buenos Aires și cu São Paulo, unul dintre cele mai mari centre financiare din America de Sud. Anumite instituții internaționale precum ECLAC (Economic Commission for Latin America and the Caribbean) își au sediile în Santiago. Recent, datorită puternicii creșteri economice și stabilității economiei chiliene, multe companii multinaționale au optat pentru Santiago drept cartierul lor general în regiune.

## Transport

### Interurban
Comunicațiile cu celelalte localități naționale și internaționale sunt realizate prin intermediul rețelei rutiere, feroviare și a Aeroportului Internațional Arturo Merino Benitez. Aeroportul, localizat în comuna Pudahuel, la 13 kilometri de centrul capitalei chiliene, a fost inaugurat în 1967. Asociația Latinoamericană de Transport Aerian la desemnat ca fiind cel mai bun din America Latină.
Conexiunea terestră cu celelalte localități e realizată prin intermediul transportului rutier și a căilor ferate. Patru autostrăzi preiau traficul interurban al orașului. Autostrada CH-5 face legătura cu nordul țării. Autostrada Pacificului, CH-68, una dintre cele mai aglomerate, realizează legătura cu Valparaiso. Autostrada Soarelui, CH-78, conectează orașul cu locațiile litoralului central Pacific, și San Antonio. Autostrada Los Libertadores (Eliberatorii), CH-57, interconectează mai multe localități precum San Felipe, Los Andes, cu Pasul Internațional Los Libertadores, punctul de trecere al hotarului cu Argentina.
Orașul beneficiază de serviciile a numeroase companii de transport auto. Unele companii prestează servicii de transport internațional, chiar până-n Brazilia.
Estación Central ("Gara Centrală"), oficial Estación Alameda, este principala gară în Chile, aparține companiei naționale de cale ferată, Empresa de los Ferrocarriles del Estado (EFE). Datorită reconstrucțiilor și reorganizării majore , în momentul de față, din Santiago de Chile,  se poate merge cu trenul în 2 direcții: spre Puerto Montt și spre Valparaiso(transport marfă). Din cauza particularității terenului, cât și altor factori economici, transportul feroviar este în declin.

### Intraurban
În Santiago sunt concentrate aproape 1 milion de vehicule, care constituie peste 37% din totalul parcului auto al țării. Pentru a face față unui asemeanea flux de mașini, orașul beneficiază de o rețea foarte extinsă de drumuri.
Orașul, e traversat de la sud-est la nord-est de bulevardul Libertador General Bernardo O'Higgins (cunoscut de asemenea ca Alameda), care la rându-i intersectat de numeroase străzi și bulevarde importante.
La începutul anilor 1990, încercându-se soluționarea transportului urban, cu ajutor guvernamental, s-a introdus sistemul de transport micros amarillas, bazat pe microbuze (identificate prin culoarea galbenă). Aceasta a dus la grave probleme, și a impus crearea unui nou sistem de transport numit Transantiago, pus în funcțiune pe 10 februarie 2007. Sistemul beneficiază de un mod de plată comun cu metroul, bazat pe cartele electronice.

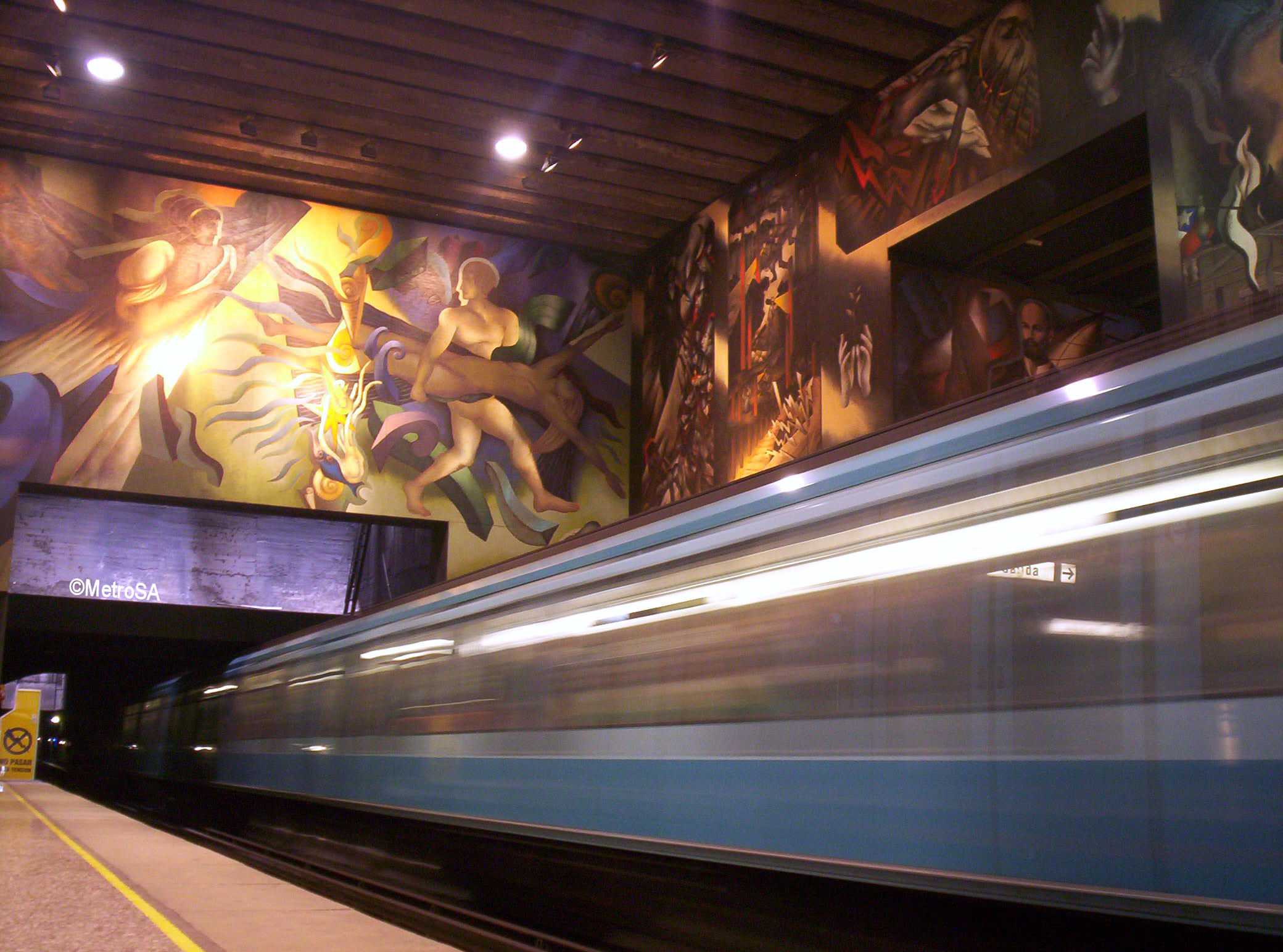
stația Universidad de Chile

Construcția metroului în Santiago de Chile a început în 1975, și e considerat ca fiind unul dintre cele mai eficiente și moderne din America Latină. Peste 2 milioane de pasageri îl utilizează zilnic. Pe celele 5 linii magistrale, sunt dispuse 89 stații, lungimea căii ferate subterane măsurând 84 km. Către anul 2010 sunt proiectate noi extensii în comunas (cartierele, sectoarele) Maipu și Las Condes, lungimea căii ferate subterane va ajunge la 105 km.
Alte moduri de transport urban sunt taxiurile (identificate prin culoare neagră și acoperiș galben) în număr de 25 mii, și taxiuri colective 11 mii, cele din urmă circulând pe un traseu unic, având o taxă unică.
Pentru a impulsiona utilizarea bicicletei, au fost amenajate piste speciale, însă numărul cicliștilor rămâne redus.

## Diviziuni politice

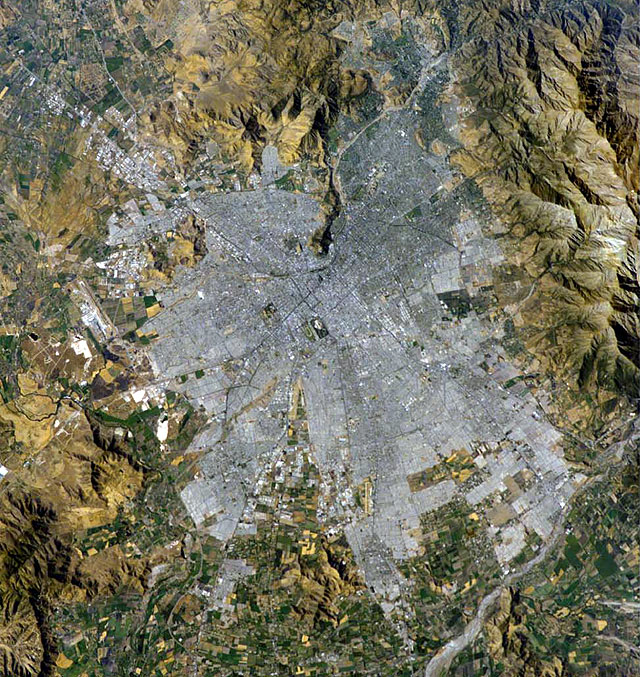
Santiago din satelit

Orașul Santiago este cuprins în mai larga provincie Santiago, care este divizată în 32 de municipalități (comunas în spaniolă). Fiecare municipalitate este condusă de un primar ales de votanți la fiecare patru ani.

## Viața culturală

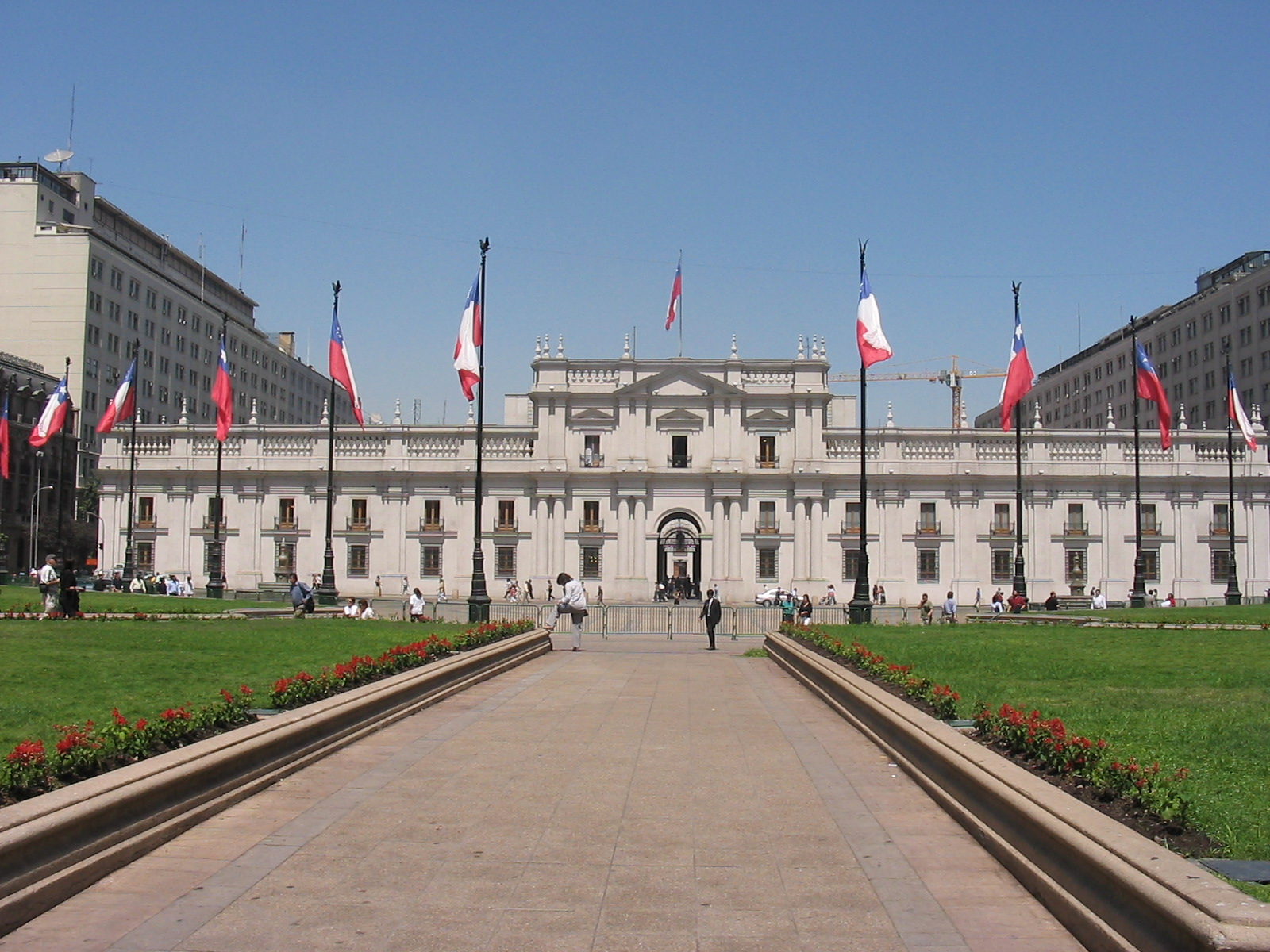
Palacio de La Moneda în centrul orașului Santiago

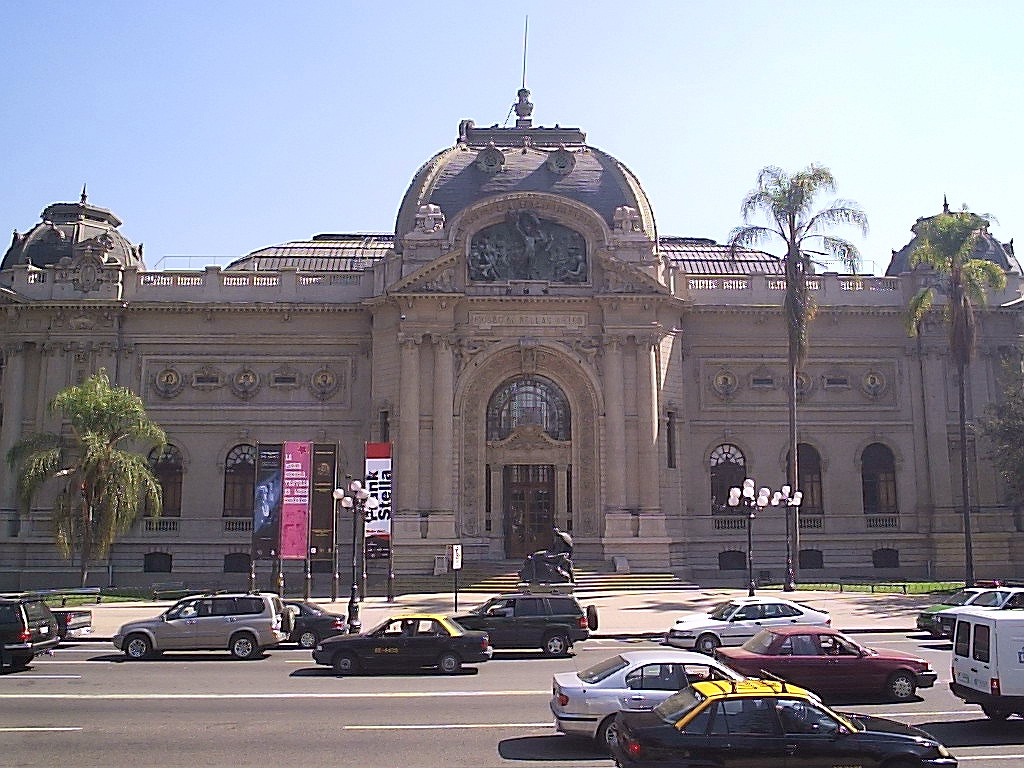
Muzeul Bellas Artes

### Muzică
Există două orchestre simfonice:
- Orquesta Filarmónica de Santiago, la Teatro Municipal
- Orquesta Sinfónica de Chile, dependentă de Universidad de Chile.

Orașul dispune și de numeroase cluburi de jazz, cel mai notabil fiind Club de Jazz în Ñuñoa.

### Muzee
- Museo Arqueológico de Santiago Arhivat în 25 mai 2006, la Wayback Machine.
- Museo de Santiago Casa Colorada Arhivat în 9 mai 2006, la Wayback Machine.
- Museo Catedral Metropolitana
- Museo Colonial San Francisco
- Museo Chileno de Arte Precolombino
- Museo Histórico Nacional
- Museo Nacional de Bellas Artes
- Museo de Arte Contemporáneo
- Museo Interactivo Mirador Arhivat în 19 ianuarie 2011, la Wayback Machine.
- Museo Artequín
- Museo de Ciencia y Tecnología
- Museo Ferroviario Arhivat în 7 iulie 2011, la Wayback Machine.
- Museo de la Solidaridad "Salvador Allende"
- Palacio Cousiño Arhivat în 21 noiembrie 2013, la Wayback Machine.
- La Chascona, Pablo Neruda's casă, acum muzeu

### Universități
Orașul are cea mai mare concentrare de instituții de învățământ superior din țară.
Tradiționale (publice):
- Pontificia Universidad Católica de Chile (PUC)
- Universidad de Chile (U, UCh)
- Universidad de Santiago de Chile (USACH)
- Universidad Metropolitana de Ciencias de la Educación (UMCE)
- Universidad Tecnológica Metropolitana (UTEM)

Non-tradiționale (private):
- Universidad Academia de Humanismo Cristiano
- Universidad Adolfo Ibáñez (UAI)
- Universidad Alberto Hurtado
- Universidad Bernardo O'Higgins
- Universidad Bolivariana
- Universidad Católica Raúl Silva Henríquez
- Universidad Central de Chile
- Universidad de Artes y Ciencias Sociales (ARCIS)
- Universidad de Artes, Ciencias y Comunicación (UNIACC)
- Universidad de Ciencias de la Informática
- Universidad de las Américas
- Universidad de Los Andes
- Universidad del Desarrollo
- Universidad del Pacífico
- Universidad Diego Portales
- Universidad Europea de Negocios
- Universidad Finis Terrae
- Universidad Gabriela Mistral
- Universidad Iberoamericana de Ciencias y Tecnología
- Universidad Internacional SEK
- Universidad La República
- Universidad Mariano Egaña
- Universidad Mayor
- Universidad Miguel de Cervantes
- Universidad Nacional Andrés Bello
- Universidad Santo Tomás
- Universidad Tecnológica Vicente Pérez Rosales

### Recreație
Santiago este un oraș dens, cu doar 2.5 m² de spațiu verde pe locuitor, mai puțin de o treime față de recomandările internaționale.
Principalele parcuri din oraș sunt:
- Dealul San Cristóbal, care cuprinde grădina zoologică Parcul Metropolitan Santiago
- Parcul O'Higgins
- Parcul Forestal, parc situat în centru, lângă râul Mapocho
- Cerro Santa Lucía

Stațiunile de schi moderne sunt la o oră distanță de oraș, spre est:
- Farellones Arhivat în 28 septembrie 2007, la Wayback Machine.
- Valle Nevado
- La Parva
- Portillo este la trei ore distanță.

Una dintre cele mai importante zone viticole ale țării este situată lângă Valea Maipo și cuprinde o serie de firme specializate în producția de vin importante precum:
- Concha y Toro Arhivat în 8 mai 2006, la Wayback Machine.
- Santa Rita
- Santa Carolina
- Cousiño Macul Arhivat în 8 aprilie 2006, la Wayback Machine.

Locații culturale de vizitat::
- Barrio Bellavista, cartier cultural și boem
- Gara Centrală, gară realizată de Gustave Eiffel
- Stadionul Víctor Jara
- Fostul Congres Național
- Plaza de Armas
- Palacio de La Moneda, palatul prezidențial

Principalele stadioane de fotbal:
- Stadionul Național
- Estadio David Arellano (Monumental)
- Estadio San Carlos de Apoquindo

## Personalități
- Cecilia Bolocco, actriță, moderatoare, fotomodel